# Abd-al-Amir (nom)
Abd-al-Amir és un nom masculí teòfor àrab islàmic xiïta (àrab: عبد الأمير, ʿAbd al-Amīr) que literalment significa ‘Servidor del Príncep’, essent «el Príncep» una referència al títol d'Amir al-Muminín (‘Príncep dels Creients’) que, segons els xiïtes, pertany als autèntics imams, és a dir a Alí ibn Abi-Tàlib i els seus successors en la imama o direcció de la comunitat islàmica. Si bé Abd-al-Amir és la transcripció normativa en català del nom en àrab clàssic, també se'l pot trobar transcrit Abdul Amir, Abdul Ameer... normalment per influència de la pronunciació dialectal o seguint altres criteris de transliteració. Com a teòfor, també el duen musulmans xiïtes no arabòfons que l'han adaptat a les característiques fòniques i gràfiques de la seva llengua.